# 賽博人
Cyberman（複數Cybermen，有時譯成“電腦人”、“械化人”或音譯成“賽博人”）是英國科幻電視劇《異世奇人》中的一種虛擬機器化生物（賽博格，cyborg）角色，他是劇中博士持久出現的敵人。Cyberman最開始完全是一種有機生命物種，起源於地球雙行星Mondas(地球的姐妹星，差異為星球顏色和地球顛倒)的人形機器人，他們為了自我保護，把更多的人造器官移植到自己的身體上。這導致這個種族邏輯無情、精明，他們所有的情感都被從他們的思想中刪除。Cyberman與Daleks互相競爭，追求絕對平等與全體同一性而泯除個人特質。
Kit Pedler博士（該節目的非官方科學顧問）與Gerry Davis在1966年創造了這個角色，第一次出現在William Hartnell出演第一任博士時代的最後一集The Tenth Planet中。他們在多次征服嘗試中生存。
平行世界版本的Cyberman出現在2006年版本的兩部分故事"Rise of the Cybermen"和"The Age of Steel"中，自那以後又多次出現。他們也出現在《異世奇人》衍生劇《超疑特工》第一季第四集《女人造人》（2006）中。

## 造型、裝備

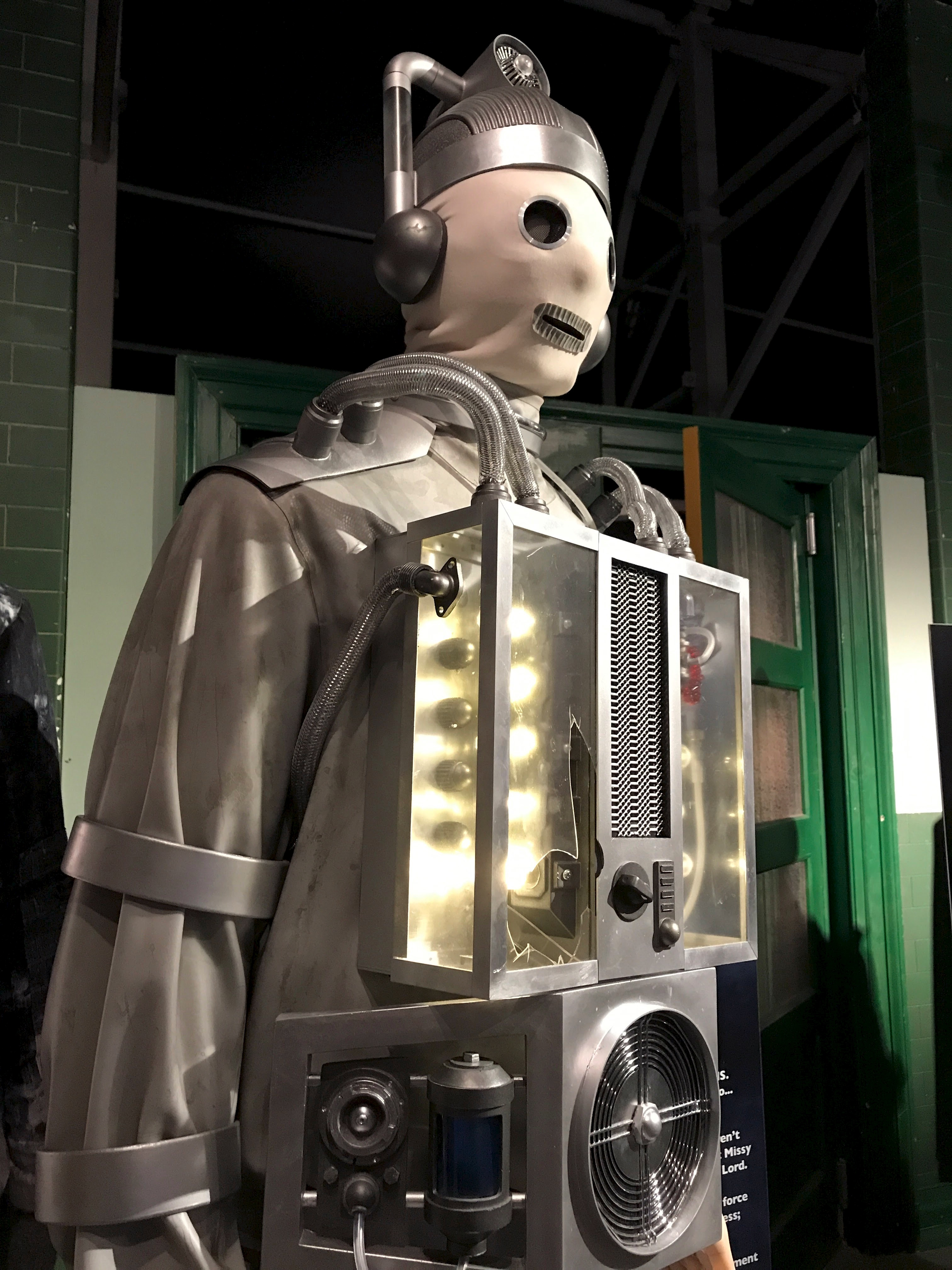
舊系列賽博人

除了新系列、舊系列上外觀有很大的改變之外，在系列中也能看見賽博人外觀上有些許變化。舊系列賽博人都是身穿銀色的戲服，不過從新系列開始設計成了更接近機械的鋼鐵套裝。
舊系列為頭部裝備槍械，腹部裝有類似雷射的裝置，以及利用水壓來保持的肌肉與腦袋。比人類的力量大十倍。胸口的裝置中有與心肺同等的器官，但是這個位置很容易被溶劑溶解，撒上金粉就會損壞導致死亡。新系列為手腕可以放出電流。在系列2《末日》《鬼軍》中都裝備有紅色光束的雷射槍。在這之後都是以雷射槍為主要的攻擊方式。

## 外部連結
- TARDIS Data Core上的相关条目： Cyberman